# Huanansaurus
Huanansaurus ganzhouensis
Genre
Espèce
Huanansaurus est un genre éteint de petits dinosaures de la famille des oviraptoridés, groupe de théropodes à plumes, dont les restes fossiles ont été trouvés dans la formation géologique de Nanxiong près de la ville de Ganzhou, dans la province du Jiangxi, située dans le sud-est de la Chine. Ce dinosaure, représenté par une unique espèce, Huanansaurus ganzhouensis, vivait pendant le Crétacé supérieur,.

## Étymologie
Le nom de genre vient de Huanan, la « Chine du sud », associé au mot latin « saurus », « lézard ». Le nom d'espèce ganzhouensis fait référence à la ville de Ganzhou.

## Datation

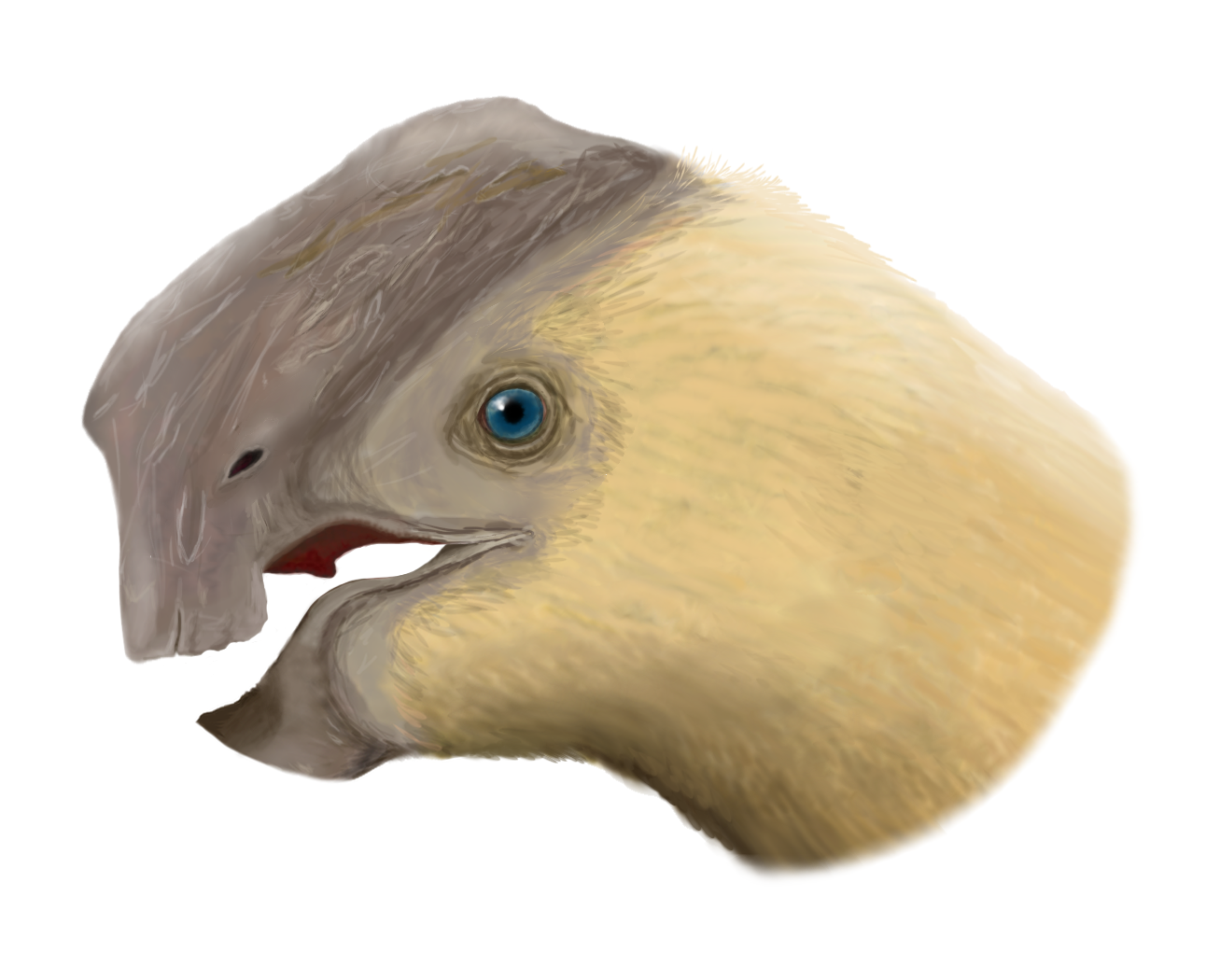
Dessin de la tête dHuanansaurus.

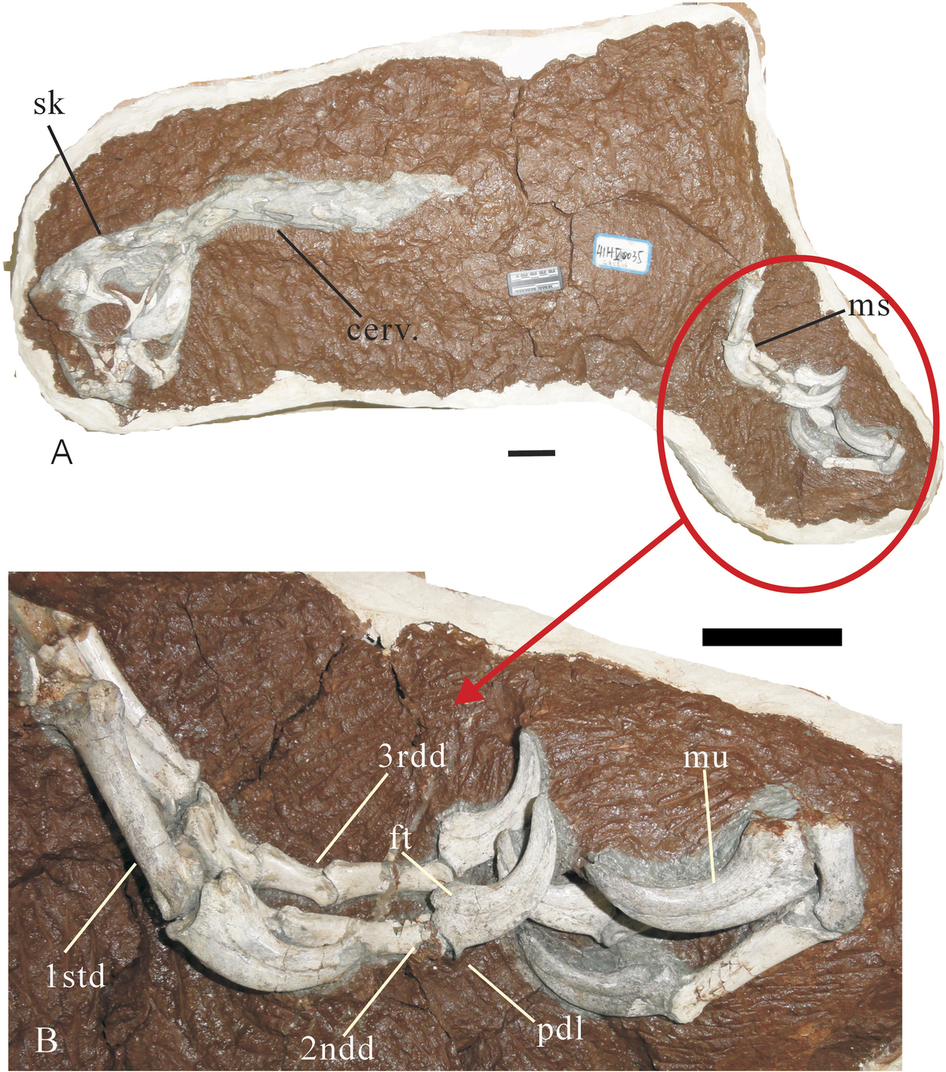
Partie avant du squelette dHuanansaurus avec le crâne à gauche et les deux mains tridactyles griffues superposées (zoom).
Barres horizontales = 5 centimètres.

Huanansaurus a été découvert dans les « bancs rouges », déposés en environnement continental de la formation géologique de Nanxiong du bassin de Hongcheng. Ces grès rouges sont datés du Maastrichtien, soit il y a entre 72,2 ± 0,2 et 66,0 Ma (millions d'années). 
Cinq autres genres d'oviraptoridés ont été découverts dans cette formation, :
- Banji ;
- Ganzhousaurus ;
- Jiangxisaurus ;
- Nankangia ;
- Tongtianlong.

## Description
L'holotype, référencé HGM41HIII-0443, est constitué d'un squelette incomplet avec les os en partie en connexion. Il comprend un crâne presque complet, les mâchoires inférieures, les sept premières vertèbres du cou, un humérus, le cubitus, le radius et la main du bras droit, la main gauche, un fémur et tibia droits partiels avec une partie du pied. La crête transversale n'est pas très proéminente, surtout sur la nuque.

## Paléobiologie
Huanansaurus ganzhouensis partageait son habitat avec au moins cinq autres espèces d'oviraptoridés, Banji long, Ganzhousaurus nankangensis, Jiangxisaurus ganzhouensis, Nankangia jiangxiensis et Tongtianlong limosus. Cette diversité a été probablement rendue possible par une répartition des niches écologiques entre ces espèces.